# 85号加利福尼亚州州道
85号加利福尼亚州州道（California State Route 85）是加利福尼亚州的一条高速公路，长38.1千米，穿越旧金山湾区南湾，搭载有大量往返硅谷的通勤者。

## 经过的城市
- 圣荷西（San Jose）
- 坎贝尔（Campbell）
- 洛思加图斯（Los Gatos）
- 萨拉托加（Saratoga）
- 库比蒂诺（Cupertino）
- 森尼维尔（Sunnyvale）
- 山景城（Mountain View）